# Piccole missionarie eucaristiche
Le Piccole Missionarie Eucaristiche (sigla P.M.E.) sono un istituto religioso femminile di diritto pontificio.

## Storia
La congregazione fu fondata il 3 novembre 1928 a Bagnoli da Ilia Corsaro insieme con altre tre giovani donne; le sorelle si dedicavano alla catechesi di bambini e adulti e nel 1939 Alfonso Castaldo, vescovo di Pozzuoli, rivestì le congregate dell'abito religioso, consentendo loro di aprire case anche fuori dalla sua diocesi.
Le suore forono collaboratrici della Pontificia Opera di Assistenza (P.O.A.) dell'Opera Nazionale di Assistenza Religiosa e Morale degli Operai (O.N.A.R.M.O.) e svolsero il loro apostolato presso i lavoratori dell'ippodromo di Agnano e presso gli operai dei cantieri di Pozzuoli.
L'istituto, aggregato all'ordine dei frati minori dal 22 luglio 1954, ricevette il pontificio decreto di lode il 13 giugno 1974.

## Attività e diffusione
Le suore si dedicano all'educazione della gioventù e all'apostolato nelle parrocchie.
Oltre che in Italia, sono presenti in Albania, Brasile, Albania, Perù e Tanzania; la sede generalizia è a Bagnoli.
Alla fine del 2015 l'istituto contava 83 religiose in 18 case.